# Alessandro Mancini
Alessandro Faiolhe Amantino Mancini, född den 1 augusti 1980 i Ipatinga i Brasilien, är en professionell fotbollsspelare, som spelar i Villa Nova. Säsongen 2005-2006, var Mancini en viktig kugge i AS Roma sedan Francesco Totti skadats. Han bidrog till att AS Roma kvalificerade sig till Uefa Champions League.
Många fans i Italien frågar sig varför den nya tränaren Dunga inte låter Mancini spela i landslaget. Dunga har istället låtit många från den inhemska ligan och andra lite oprövade spelare delta och därmed petat många rutinerade stjärnor som Mancini, Ronaldo och Adriano.
Mancini kan spela på många positioner. Han har spelat högerback, högermittfältare, ytter och offensiv mittfältare. Denna mångsidighet har gett honom en självklar plats i Romas första uppställning de senaste två åren. Nuförtiden ses han sällan i en defensiv roll. I kraft av sin snabbhet är han en ytterst respekterad spelare på vänsterkanten.
Den 28 november kommer att Mancini tjäna sitt straff, två år och åtta månaders fängelse för att ha utnyttjat en brasiliansk kvinna, sexuellt under sin sejour i Milan 2010.